# دیتر فرن
دیتر فرن (انگلیسی: Dieter Fern؛ زادهٔ ۱ دسامبر ۱۹۴۴) بازیکن فوتبال اهل آلمان است.
از باشگاه‌هایی که در آن بازی کرده‌است می‌توان به باشگاه فوتبال کیکرز اوفنباخ، باشگاه فوتبال بایر ۰۴ لورکوزن، و باشگاه فوتبال بوخوم اشاره کرد.